# Camchaya spinulifera
Camchaya spinulifera là một loài thực vật có hoa trong họ Cúc. Loài này được H.Koyama mô tả khoa học đầu tiên năm 1984.